# 20년의 무정부기
20년의 무정부기는 695년 유스티니아누스 2세의 첫번째 퇴위부터 717년 테오도시우스 3세가 퇴위할 때까지 총 22년의 통치 기간을 말한다.

## 유스티니아누스 2세와 이라클리오스 왕조
유스티니아누스는 잔혹한 성격과 중과세로 백성들의 원성을 샀다. 또한 재정 담당관리들은 무자비한 착취를 일삼았고 결국 695년 반란이 일어나 청색당의 열열한 지지를 받은 전직 군인이 레온티오스가 새로운 황제로 선포되었다. 그는 콘스탄티노스 4세와의 친분 때문에 유스티니아노스 2세를 처형하지 않고 코를 잘라서 모욕을 준 다음 크림반도의 케르손으로 유배를 보냈다.
698년 이슬람 세력은 북아프리카의 카르타고를 정복해 북아프리카의 비잔티움 제국의 영토를 모두 잃었다. 그는 대규모 함대를 편성하여 카르타고를 수복하기 위해 원정을 보냈으나 그 함대는 오히려 패전에 대한 추궁을 두려워하여 반란을 획책하였다. 그들은 함대의 부제독 티베리오스 3세를 위주로 하여 동로마 제국을 전복하였다. 황제가 된 티베리오스 3세는 동생의 도움으로 아나톨리아의 육상과 해상 방어를 강화하고 700년에는 이슬람 치하의 시리아를 공격하여 잠시지만 아르메니아의 일부를 빼앗았다. 그는 703년과 704년의 이슬람의 침공을 물리쳤다.
그러나 유배지에 있던 유스티니아노스 2세를 죽이려고 사람을 보냈지만 실패하고 유스티니아노스가 탈출하여 불가르족과 동맹을 맺고 705년에 콘스탄티노폴리스로 쳐들어왔다. 티베리오스는 도망쳤으나 결국 붙잡혔고 자신이 폐위시킨 레온티오스와 함께 끌려나와 유스티니아노스에 의해 처형당했다.
그때부터 공포정치가 시작되어 그는 수많은 사람들을 처형하고 고문하며 죽였고 수많은 장군을 처형함으로써 제국의 국방을 약화시켰다. 또한 709년 황제는 갑작스럽게 라벤나를 공격하게 하였는데 라벤나에서는 대규모의 시민들의 봉기가 일어났다.
하지만 외적으로는 야만족들과 화평을 맺었고 이슬람과도 우의를 다졌다. 서방 교회와도 화해정책을 펴서 퀴니섹스트 공의회의 문제를 매듭 지으려 했다. 711년 교황 콘스탄티노가 콘스탄티노폴리스를 직접 방문하였고 황제는 교황의 발에 입을 맞추고 화해했다.
케르손은 하자르족과 연합했고 더 이상 유스티니아노스를 황제로 인정하지 않았다. 아르메니아 출신의 장군 필리피코스는 스스로 황제로 선포했다.
유스티니아노스가 수도를 떠나는 실수를 한 바람에 필리피코스가 콘스탄티노폴리스를 점령하였고 유스티니아노스 2세는 붙잡혀 처형당했다.
필리피코스는 유스티니아노스의 후손을 모두 죽여버리고 유스티니아노스의 아들 6살의 티베리오스도 블라케르나이 성당에서 처형했는데 이로써 이라클리오스 왕조의 혈통은 완전히 끊어졌다.

## 필리피쿠스 바르다네스
그는 케르손의 세력과 손을 잡고 반란을 일으켜 711년 콘스탄티노폴리스를 점령하고 황제가 되었다. 황제가 된 이후는 계속 무능력한 황제로 자신의 쾌락과 소모적인 신학적인 논쟁만을 일삼았다.
그는 단성론에 기울었지만 단의론을 부활시키려고 하였으며, 이로 인해 교황 콘스탄티노와 다투었다.
712년 불가르족의 왕 테르벨은 유스티니아노스 황제의 복수를 구실로 제국을 침략했고 필리피코스는 방어를 하지 못하고 옵시키온 테마의 군대를 불러들였다. 그 때에 우마이아드 왕조의 이슬람은 소아시아를 다시 침범하였다. 트라키아에 있던 옵시키온 군대는 반란을 일으켰고 713년 6월 필리피코스는 폐위되어 눈이 뽑히는 형벌을 받았다. 원로원과 시민은 궁정의 비서장 아르테미오스를 황제로 추대했고 그는 아나스타시오스 2세로 황제의 자리에 올랐다.

## 아나스타시우스 2세
제위 초기 불가르족의 침입을 막아내었고 이슬람의 침입에 대비하여 육로성벽을 보강하고 식량을 비축했다. 그는 사라센을 선제공격하기로 하고 로도스 섬을 발판으로 이슬람을 침공하려고 계획했다.715년 초 그는 군대에게 출병을 하게 했는데 로도스에 도착하자마자 옵시키온 부대는 또 다시 반란을 일으켰다. 군대는 조세징수관인 테오도시오스를 황제로 추대하고 콘스탄티노폴리스로 진격하여, 결국 아나스타시오스는 페위되고 테살로니키의 어떤 수도원에 감금되었다. 테오도시오스는 자신의 의사에 반하여 황제로 추대되었다.

## 테오도시우스 3세
716년 불가리아의 왕과 강화협정을 맺고, 아랍의 침입을 견제했다. 717년 아나톨리콘의 군사총독 레온이 반란을 일으켰고, 테오도시오스 3세의 아들을 니코메디아에서 격퇴시키고 포로로 잡았다. 테오도시오스는 협상을 하여 자신과 자신의 가족의 안전을 보장받은 다음 스스로 제위에서 물러나 에페소스의 수도원으로 물러났다.